# Intercambio de poblaciones entre Grecia y Turquía

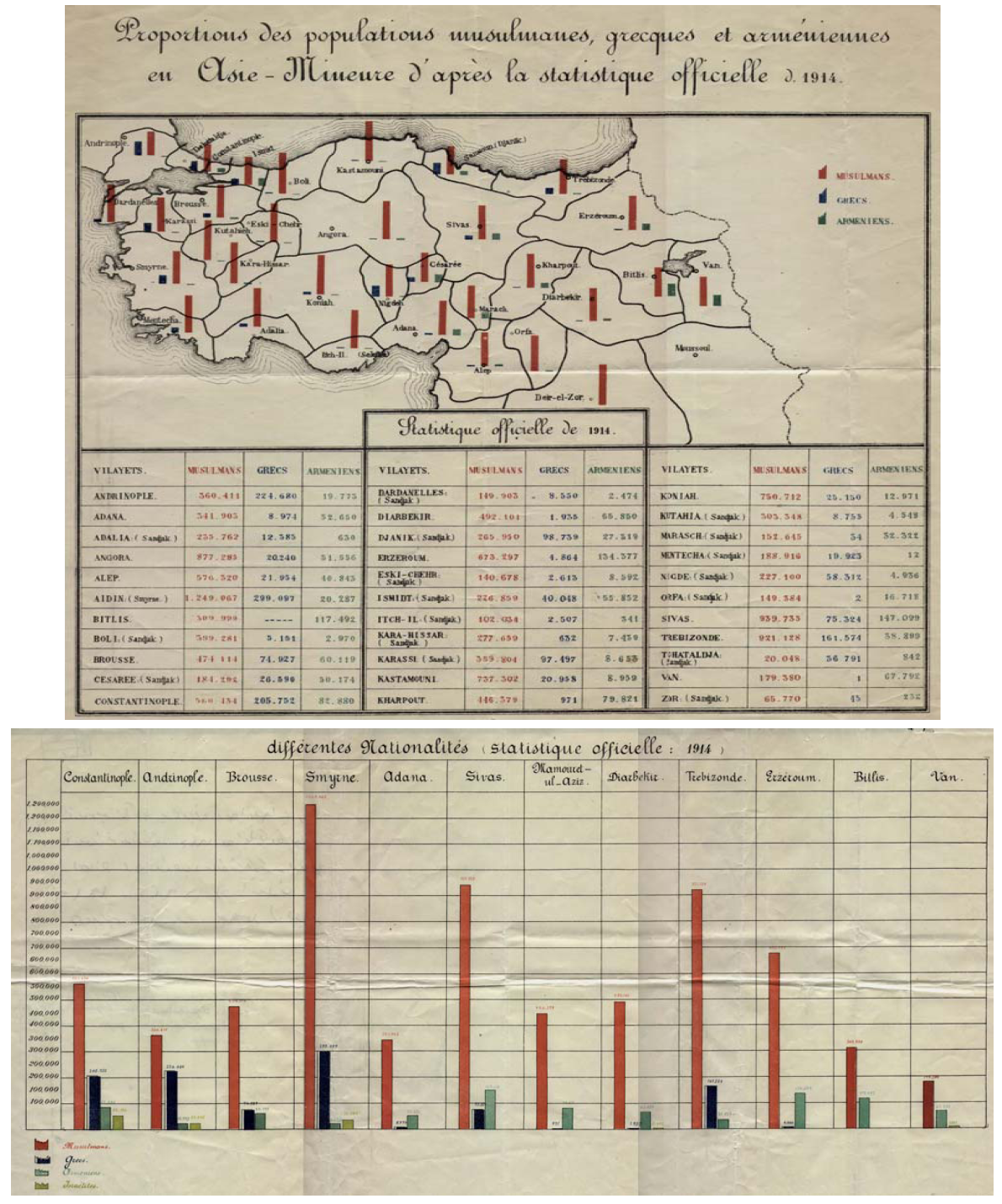
Documento de 1914 que muestra las cifras oficiales del censo de población del Imperio otomano en 1914. La población total (suma de todos los millets) era de 20.975.345, y la población griega era 1.792.206.

El intercambio de poblaciones entre Grecia y Turquía de 1923 (En griego: Ἡ Ἀνταλλαγή. Y en turco: Mübâdele) partió de la "Convención Respecto del Intercambio de Poblaciones griegas y turcas" firmada en Lausana, Suiza, el 30 de enero de 1923, por los gobiernos de Grecia y Turquía. Implicó a aproximadamente 2 millones de personas (alrededor de 1,5 millones de griegos anatolios y de medio millón de musulmanes en Grecia), quienes la mayoría fueron tratados como refugiados y expatriados de jure de sus lugares de nacimiento.
A fines de 1922, la gran mayoría de griegos otomanos había huido del reciente genocidio griego  (1914–1922) y de la posterior derrota de Grecia en la Guerra greco-turca. Según algunos cálculos, durante el otoño de 1922 alrededor de 900.000 turcos cristianos ortodoxos habían llegado a Grecia. El intercambio de población fue previsto por Turquía como una manera de formalizar y hacer permanente el éxodo de griegos de Turquía, mientras que se iniciaba un éxodo nuevo de un número más pequeño de musulmanes de Grecia para suministrar colonos que ocupasen las recién despobladas regiones de Turquía abandonadas por los cristianos (armenios, ortodoxos y asirios). Por su parte Grecia vio el intercambio como una manera de proveer de tierras a las masas de nuevos refugiados griegos provenientes de Turquía.
Este intercambio de población, o expulsión mutua acordada, no se basó en la lengua o el grupo étnico, sino en la identidad religiosa, e implicó a casi todos los ciudadanos cristianos ortodoxos de Turquía, incluyendo a ciudadanos ortodoxos que hablaban solo turco, y a la mayoría de los ciudadanos musulmanes de Grecia, incluyendo a aquellos que hablaban exclusivamente griego.

## Trasfondo histórico
El intercambio de poblaciones greco-turcas fue un resultado de la Guerra de Independencia turca. Después de que Mustafa Kemal Atatürk  entrara en Esmirna, tras la abolición del Imperio otomano el 1 de noviembre de 1922, un acuerdo de paz formal fue firmado con Grecia después de meses de negociaciones sobre la base del posterior tratado de Lausana el 24 de julio de 1923. Dos semanas después del tratado, las potencias aliadas entregaron Estambul a los nacionalistas turcos, marcando con dicho acto la salida final de los ejércitos invasores en Anatolia.
El 29 de octubre de 1923, la Asamblea Nacional Turca anunció la creación de la República de Turquía, un estado que abarcaría la mayoría de los territorios reclamados por Mustafá Kemal en su Pacto Nacional de 1920.
El Estado de Turquía estaba al mando del Partido Popular de Mustafa Kemal, el cual más tarde se convertiría en el Partido Republicano del Pueblo. El fin de la Guerra de Independencia trajo una nueva administración a la región, pero también nuevos problemas como la reconstrucción demográfica de ciudades y pueblos, muchos de los cuales habían sido abandonados. La guerra greco-turca dejó muchos asentamientos saqueados y en ruinas.

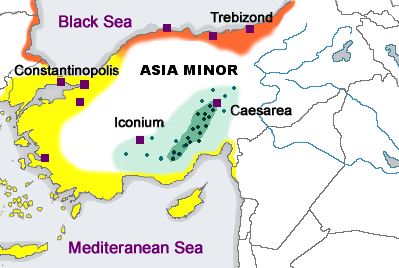
Distribución de griegos anatolios en 1910: los griegos hablantes de griego moderno o, demótico o kazaverusa en color amarillo; en naranja los griegos hablantes de griego póntico y griego capadocio y en verde las poblaciones grecoparlantes aisladas.

Después de las Guerras de los Balcanes, Grecia había doblado su territorio y su población había aumentado desde los aproximadamente 2,7 millones a los 4,8 millones de habitantes. Con esta población recientemente anexionada, la proporción de minoría no griega en Grecia pasó del 13% al 20%, después del fin de la Primera Guerra Mundial. La mayoría de la población de los territorios anexionados eran musulmanes, pero no eran necesariamente de etnia turca. Esto es particularmente así en el caso de los albaneses, quienes habitaron la región de Cameria, en la actual Albania. 
Durante las deliberaciones celebradas en Lausana, la cuestión de quién era exactamente griego, turco o albanés era rutinariamente debatida. Representantes griegos y albaneses determinaron que los albaneses en Grecia, quienes mayoritariamente vivían en la parte noroeste del estado, eran mestizos y eran fácilmente distinguibles de los turcos. El gobierno en Ankara estaba todavía a la espera de los "turco-hablantes" provenientes de Cameria que llegarían a Anatolia para la repoblación de ciudades como Erdek, Ayvalık, Menteşe, Antalya, Mersin, y Adana. Finalmente, las autoridades griegas decidieron deportar miles de musulmanes de Tesprotia, Larisa, Langadas, Drama, Vodena, Serres, Flórina, Kilkís, Kavala, y Salónica. 
Entre 1923 y 1930, la entrada de estos refugiados a Turquía alteraría dramáticamente la sociedad en Anatolia. Hacia 1927, los oficiales turcos habían instalado a 32.315 individuos de Grecia sólo en la provincia de Bursa.

## Camino al intercambio
Según algunas fuentes, el intercambio de población fue ejecutada bastante rápidamente por sus respectivos supervisores. Si el objetivo del intercambio era conseguir la homogeneidad étnica y nacional, esto fue conseguido por ambos países, Turquía y Grecia. Por ejemplo, en 1906, casi el 20% de la población de Turquía era no musulmana, mientras que en 1927 solo el 2,6% lo era.
El arquitecto encargado del intercambio fue Fridtjof Nansen, encomendado por la Sociedad de Naciones. El primer alto comisionado oficial para refugiados Nansen propuso y supervisó el intercambio, teniendo en cuenta los intereses de Grecia, Turquía y otros estados europeos occidentales. Como experimentado diplomático que participó en el reasentamiento ruso y otros refugiados después de la Primera Guerra Mundial, Nansen creó también un nuevo documento de viaje para personas desplazadas de la Guerra Mundial durante el proceso. Fue nombrado para estar a cargo de la resolución pacífica de la guerra greco-turca, lo cual resultó en el primer paso del diseño del intercambio de poblaciones a ser implementado completamente por ambos países. A pesar de que un intercambio obligatorio a esta escala nunca había sido intentado en la historia moderna, existían precedentes en los Balcanes, como el intercambio greco-búlgaro de 1919. Debido a la decisión unánime de los gobiernos griegos y turcos sobre que la protección a las minorías no bastaría para mejorar las tensiones étnicas después de la Primera Guerra Mundial, el intercambio de poblaciones estuvo promovido como la única opción viable.
Según representantes de Ankara, la “mejora de la situación de las minorías en Turquía" dependía "sobre todo de la renuncia de todo tipo de intervención extranjera y provocación alguna del exterior". Esto podría conseguirse más eficazmente con un intercambio, y "las mejores garantías para la seguridad y el desarrollo de las minorías que quedasen" después del intercambio "sería aquellos proporcionados tanto por las leyes del país como por la política liberal de Turquía respecto a todas las comunidades, cuyos miembros no se hayan desviado de su deber como ciudadanos turcos". Un intercambio también sería útil como respuesta a la violencia en los Balcanes; "había", en cualquier caso, "alrededor de un millón de turcos sin alimento o refugio en países donde ni Europa ni América estaban dispuestos a tomar interés alguno".
El intercambio de poblaciones estaba visto como la forma mejor de protección de las minorías, así como “el remedio más radical y humano”. Nansen creía que lo que era tratado en la mesa de negociaciones en Lausana no era etno-nacionalismo, sino más bien, una “cuestión” que “reclamaba una solución rápida y eficaz sin un mínimo de retraso". Creía que el componente económico del problema de los refugiados griegos y turcos merecía la mayor atención. Reconocía, asimismo, que las dificultades eran verdaderamente “inmensas”, teniendo en cuenta que este intercambio requeriría “el desplazamiento de más de un millón de personas”. Declaró: “Desarraigando a estas personas de sus casas, transfiriéndolos a un país nuevo y extraño, ...registrando, valorando y liquidando sus propiedades individuales que dejan atrás, y ...asegurándoles el pago de sus demandas justas al valor de esta propiedad”.
Norman Naimark declaró que este tratado era la última parte de una campaña de limpieza étnica para crear un patria étnicamente pura para los turcos. El historiador Dinah Shelton, de modo parecido, escribió que "el tratado de Lausana completó la transferencia forzosa de los griegos del país.
Lord Curzon, Secretario de Asuntos Exteriores británico, dijo que lamentaba profundamente que la solución tuviera que ser el intercambio obligatorio de poblaciones, una solución completamente mala y viciosa, por la que el mundo pagaría una pena muy dura en los próximos cien años. Detestaba no tener nada que hacer sobre eso. Pero decir que fue una sugerencia del gobierno griego era ridícula. Fue una solución forzada por la acción del gobierno turco de expulsar a estas personas de territorio turco. El comportamiento de los turcos de no dejar la repatriación de griegos que habían dejado sus casas era la razón principal para el intercambio obligatorio de población. Grecia, abrumado por su derrota, pudo comentar poco en el proceso incluyendo el intercambio.

## Campamentos de refugiados
La Comisión para los Refugiados no tenía un plan útil para seguir estableciendo a los refugiados. Habiendo llegado a Grecia con el propósito de asentar a los refugiados, la Comisión no tenía datos estadísticos sobre el número de refugiados ni la superficie agrícola disponible. Cuando la Comisión llegó a Grecia, el gobierno griego ya había asentado provisionalmente a 72.581 familias agrícolas, casi todas en Macedonia, donde las casas abandonadas por los emigrados musulmanes y la fertilidad de la tierra hicieron su establecimiento practicable y auspicioso.
En Turquía, las propiedades abandonadas por los griegos fueron a menudo saqueados a veces por inmigrantes irregulares antes de la afluencia de inmigrantes del intercambio de población del tratado. Como resultado, era bastante difícil asentar a los refugiados en Anatolia ya que muchas de estas casas habían sido ocupadas por personas desplazadas por la guerra antes de que el gobierno pudiera calcular su número.

## Efectos políticos y económicos del intercambio
Más de un millón de refugiados que dejaron Turquía para vivir en Grecia después de la guerra en 1922, contribuyeron a través de mecanismos diferentes a la unificación de élites bajo regímenes autoritarios en Turquía. En Turquía, la partida de élites económicas fuertes e independientes, como eran las poblaciones ortodoxas griegas, dejó a las élites estatales dominantes incuestionables. De hecho, Caglar Keyder notó que "esta medida drástica (intercambio de poblaciones) indica que durante los años siguientes de la guerra Turquía perdió alrededor del 90% de la clase comercial de pre-guerra, de manera que cuándo la República estuvo formada, el poder de la burocracia era incuestionable". Los emergentes grupos empresariales que apoyaban al Partido Liberal Republicano en 1930 no podían prolongar el sistema de partido único sin una oposición. La transición a una política multipartidista dependía de la creación de grupos económicos más fuertes a mediados de la década de 1940, el cual estuvo sofocado debido de las clases económicas altas y medias griegas. Por lo tanto, si los cristianos ortodoxos se hubiesen quedado en Turquía después de la formación del estado-nación, entonces habría habido una facción de la sociedad que pudiese desafiar el régimen de partido único en Turquía. 
En Grecia, contrariamente a Turquía, la llegada de los refugiados rompió el dominio de la monarquía y los viejos políticos relacionados con los republicanos. En las elecciones de la década de 1920, la mayoría de los recién llegados apoyaron a Eleftherios Venizelos. Sin embargo, las quejas de los refugiados que iban en aumento causaron que algunos de ellos cambiasen su lealtad al Partido Comunista y contribuyesen a su fuerza creciente. El primer ministro Metaxas, con el apoyo del Rey, respondió a los comunistas estableciendo un régimen autoritario en 1936. De este modo, el intercambio de población facilitó indirectamente cambios políticos en los regímenes de Grecia y Turquía durante el período de entreguerras.
Muchos inmigrantes murieron de enfermedades epidémicas durante el viaje y brutal espera de barcas para su transporte. La tasa de mortalidad durante la inmigración era cuatro veces más alta que el índice de natalidad. En los primeros años después de la llegada, los inmigrantes de Grecia eran ineficientes desde el punto de vista de la producción económica, sólo habiendo traído con ellos habilidades agrícolas relacionadas con la producción de tabaco. Esto creó pérdidas económicas considerables en Anatolia para la nueva República turca. Por otro lado, los inmigrantes de Turquía a Grecia eran trabajadores expertos que se ocupaban en negocio y comercio transnacionales, antes de las capitulaciones del Imperio Otomano.

## Efecto en otras poblaciones étnicas
Mientras aquella situación define el intercambio poblacional greco-turco en términos de identidad religiosa, el intercambio de población era mucho más complejo que esto. El intercambio de población, encarnado en la Convención respecto al Intercambio de Poblaciones griegas y turcas de la Conferencia de Lausana el 30 de enero de 1923, estuvo basado en la identidad étnica. El intercambio de población hizo legalmente posible para Turquía y Grecia una limpieza de sus minorías étnicas en la formación de sus respectivos estados-nación. No obstante, la religión fue utilizada como factor legitimizante o un “criterio seguro” para identificar a grupos como turco o como griego en el intercambio de poblaciones. Como resultado, este proceso intercambió la población griega ortodoxa de Anatolia con la población musulmana de Grecia. Aun así, debido a la naturaleza heterogénea de las anteriores tierras otomanas, muchos otros grupos étnicos pasaron por desafíos sociales y legales respecto a los términos del acuerdo años después. Entre estos se encontraban los griegos protestantes y católicos, los árabes, albaneses, rusos, serbios, rumanos de religión ortodoxa griega; los albaneses, búlgaros, musulmanes griegos de Macedonia y Epiro, y ortodoxos griegos de habla turca.
La naturaleza heterogénea de los grupos bajo los estados nación de Grecia y Turquía no se vio reflejada en el establecimiento de los criterios formados en las negociaciones de Lausana. Esto es evidente en el primer artículo de la Convención que declaraba: “Desde el 1º de mayo de 1923, tendrá lugar un intercambio obligatorio de nacionales turcos de la religión ortodoxa griega establecidos en territorio turco, y de nacionales griegos de religión musulmana establecidos en territorio griego.” El acuerdo definió los grupos de intercambio como musulmanes o griegos ortodoxos. Esta clasificación sigue las líneas dibujadas por el sistema Millet del Imperio otomano. En la ausencia de definiciones nacionales rígidas, no había ningún criterio fácilmente disponible para ceder a un orden oficial de identidades después de siglos larga coexistencia en un orden no nacional.

## Desplazados
El Tratado de Sèvres impuso plazos duros a Turquía y colocó la mayor parte de Anatolia bajo control aliado y griego. La aceptación del tratado por el sultán Mehmed VI enfadó a los nacionalistas turcos, quienes establecieron un gobierno rival en Ankara (Angora) y reorganizaron las fuerzas turcas con el objetivo de bloquear la implementación del tratado. Hacia fines de 1922, el gobierno en Ankara se había asegurado la mayoría de las fronteras de Turquía y reemplazado el desfalleciente Sultanato otomano como entidad de gobierno dominante en Anatolia. A la luz de estos acontecimientos, se convocó una conferencia de paz en Lausana (Suiza) para redactar un nuevo tratado que reemplazara el tratado de Sèvres. Se enviaron invitaciones para participar en la conferencia al gobierno establecido en Ankara y al de Estambul, controlado por los otomanos. Pero la abolición del Sultanato por el gobierno de Ankara el 1 de noviembre de 1922 y la partida subsiguiente del sultán Mehmed VI dejaron al gobierno de Ankara como el único gobernante en Anatolia. Este gobierno, liderado por Mustafa Kemal Atatürk, se movió rápidamente para implementar su programa nacionalista, que no toleraba la presencia de minorías no turcas en Anatolia Occidental. En uno de sus primeros actos diplomáticos como único representante del gobierno de Turquía, Atatürk negoció y firmó la "Convención sobre el Intercambio de Poblaciones griegas y turcas" el 30 de enero de 1923 con Eleftherios Venizelos y el gobierno de Grecia.
En el momento cuando el intercambio estaba siendo implementado, el 1 de mayo de 1923, la mayoría la población griega que habitaban antes de la guerra en la Turquía Efea había ya huido. El intercambio implicó a los griegos que quedaban en Anatolia central (griego y turcohablantes), Ponto y Kars, un total que se estima en 189.916 personas. 354.647 musulmanes también estuvieron implicados.
El acuerdo por tanto meramente ratificó lo que ya había sido perpetrado contra estas poblaciones griegas y turcas. Del 1.200.000 griegos implicados en el intercambio, sólo aproximadamente 150.000 fueron reasentados de manera humana. La mayoría ya habían huido precipitadamente con el retroceso del ejército griego seguido con la derrota de Grecia en el Guerra greco-turca, mientras que otros huían de las orillas de Esmirna. La emigración unilateral de la población griega, ya en una etapa tardía, fue convertida en un intercambio de población respaldado por garantías legales internacionales.
En Grecia esto fue considerado parte de los acontecimientos conocidos como la Catástrofe de Asia Menor (griego:Μικρασιατική καταστροφή). Desplazamientos de refugiados y migraciones poblaciones significativas ya habían ocurrido luego de las Guerras balcánicas, la Primera Guerra Mundial, y la Guerra de Independencia turca. Estos incluyeron expulsiones e intercambios de aproximadamente 350,000 musulmanes (mayoritariamente musulmanes griegos) de Grecia y 1,200,000 griegos de Asia Menor, Tracia Oriental, Trebisonda y los Montes Pónticos en el noreste de Anatolia, y los restantes griegos del Cáucaso de la antigua provincia rusa del Óblast de Kars en Transcaucasia que no habían abandonado la región poco después de la Primera Guerra Mundial.
La convención afectó también a otras poblaciones. Casi todos los cristianos ortodoxos griegos de Asia Menor, que incluían a las poblaciones ortodoxas griegas de Anatolia central (griegos capadocios), Jonia (Esmirna, Ayvalık), Ponto (Trapezunda, Sampsunta), la antigua provincia rusa de Kars, Prusa, Bitinia (Nicomedia, Calcedonia), Tracia Oriental y otras regiones donde tampoco habían sido expulsados o formalmente desnaturalizados de territorio turco. Eran como medio millón y se les unió a los griegos expulsados antes de la firma del tratado. En el otro sentido, aproximadamente 350.000 personas fueron expulsadas de Grecia, predominantemente musulmanes turcos, y otros que incluían musulmanes griegos, gitanos musulmanes, pomacos, albaneses de Cameria, meglenorrumanos y dönmes.
Por el momento en que la conferencia de Lausana tuvo lugar, la población griega ya había abandonado Anatolia, con una excepción de 20.000 griegos, quienes se quedaron después de la evacuación del ejército griego de la región. Por otro lado, la población musulmana en Grecia, que no había estado implicada en el reciente conflicto greco-turco en Anatolia, estaba casi intacta.

## Consecuencias

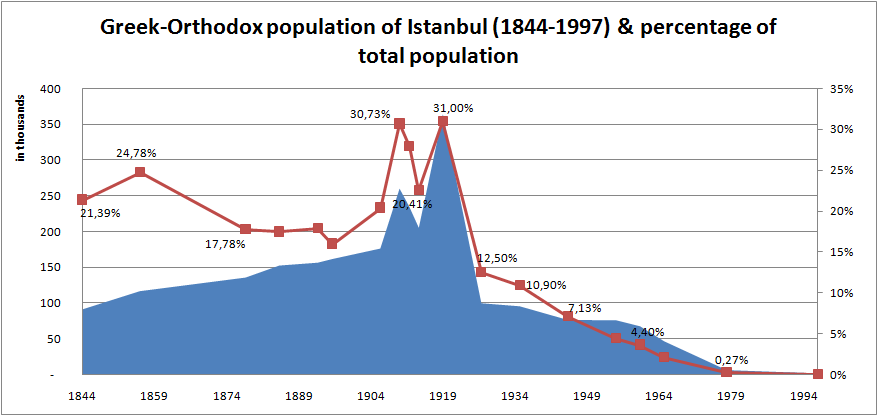
Población griega en Estambul y porcentajes del total de población de la ciudad (1844–1997). Los pogromos y las políticas en Turquía dirigieron virtualmente al éxodo de la comunidad griega restante.

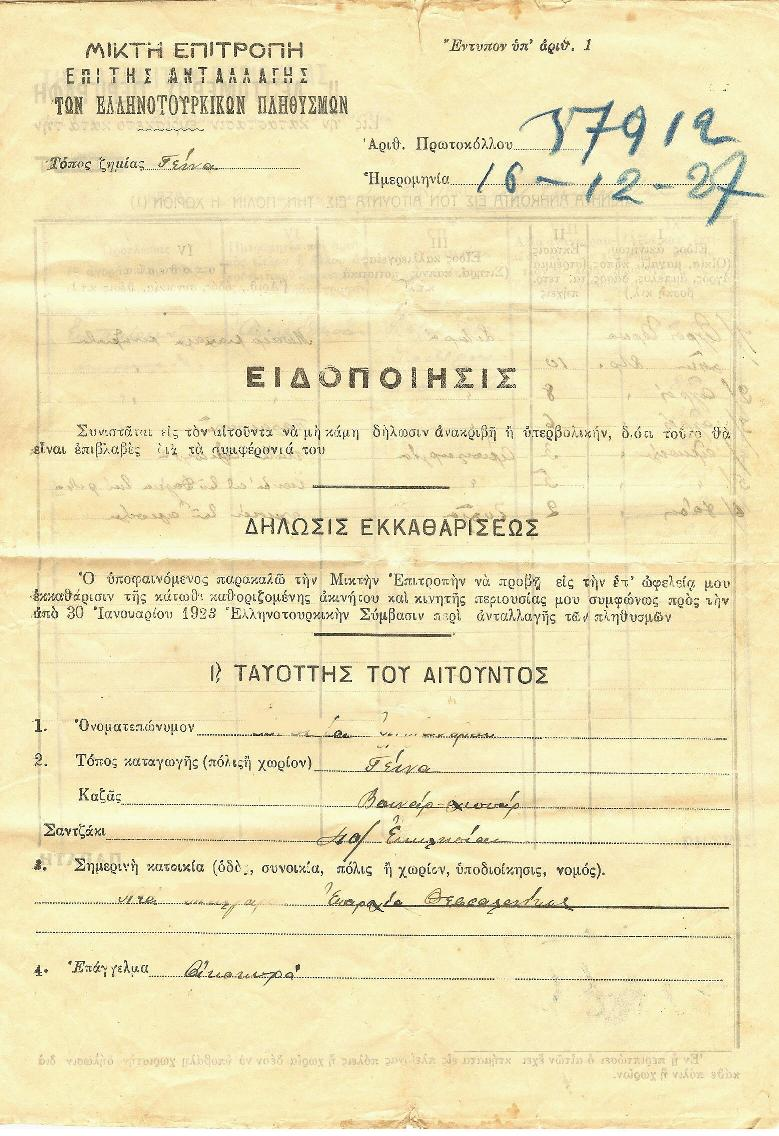
Declaración de Propiedad durante el intercambio poblacional greco-turca desde Yena (Kaynarca) a Salónica (16 de diciembre de 1927).

Los turcos y otros musulmanes de Tracia Occidental fueron eximidos de esta transferencia, así como los griegos de Constantinopla (Estambul) y las Islas del Egeo de Imbros (Gökçeada) y Tenedos (Bozcaada).
Las medidas severas llevadas a cabo por la República de Turquía, como la ley parlamentaria de 1932 que prohibió a los ciudadanos griegos en Turquía ejercer una serie de 30 comercios y profesiones desde sastre y carpintería a medicina, ley y bienes raíces, relacionado con la reducción de la población griega de Estambul, así como de Imbros y Tenedos.
La mayoría de propiedades abandonadas por griegos que eran sujetos al intercambio de población fue confiscada por el gobierno turco por declararlos “abandonado” quedando a cargo del estado. Las propiedades fueron confiscadas arbitrariamente etiquetando a los dueños anteriores como “fugitivos” bajo el tribunal de ley. Además, la mayor parte de propiedades griegas fueron declaradas "no reclamadas" y el estado las asumió como suyas. Consiguientemente, la mayor parte de propiedades griegas fueron vendidas en valor nominal por el gobierno turco. Subcomités que operaban bajo el marco del Comité para Propiedades Abandonadas habían emprendido la verificación de personas que iban a ser transferidas para continuar la tarea de vender las propiedades abandonadas.
El Varlık Vergisi, impuesto implantado en 1942 sobre las riquezas de los no musulmanes en Turquía, sirvió también para reducir el potencial económico de empresarios de origen griego en Turquía. Además, incidentes violentos como el Pogromo de Estambul (1955), dirigido principalmente contra la comunidad griega étnica, así como a las minorías judías y armenias, aceleró extraordinariamente la emigración griega, reduciendo a la minoría griega de 200.000 en 1924 a solo cerca de 2.500 en 2006.[cita requerida] El Pogromo de Estambul de 1955 causó que la mayoría de los habitantes griegos que quedaban en Estambul huyese a Grecia.
Por el contrario, irónicamente, la comunidad turca de Grecia ha aumentado a 140.000 personas.
El perfil poblacional de Creta se alteró significativamente también. Los habitantes musulmanes de habla griega y turca de esta isla (turcos cretenses) se mudaron, principalmente a la costa anatolia, pero también a Siria, Líbano y Egipto. Algunas de estas personas se identifican étnicamente como griegos actualmente. En cambio, los griegos de Asia menor, principalmente de Esmirna, llegaron a Creta trayendo sus dialectos, costumbres y cocina distintivos.
Según el periodista Bruce Clark, las autoridades de Grecia y Turquía, así como algunos círculos de la comunidad internacional, vieron la homogeneización étnica resultante de sus respectivos estados como positiva y estabilizadora y desde entonces ayudaron a fortalecer la naturaleza de estado-nación de estos dos países. No obstante, las deportaciones trajeron retos significativos, como el ser sacado forzadamente de su tierra y prácticamente abandonar el negocio familiar bien desarrollado. Los países también afrontan otros desafíos prácticos: por ejemplo, incluso décadas después, uno podría notar que ciertas partes de Atenas se desarrollaron precipitadamente, áreas residenciales fueron levantadas deprisa mientras recibían a los refugiados que huían de Asia Menor (ejemplo Nueva Esmirna, Nea Smirni). Hasta hoy en día, ambos países tienen todavía propiedades, e incluso pueblos como Kayaköy, que quedaron abandonados desde el intercambio.